# Zapiski zielarki
Zapiski zielarki (jap. 薬屋のひとりごと Kusuriya no hitorigoto) – seria light novel napisana przez Natsu Hyūgę i ilustrowana przez Touko Shino. Seria była pierwotnie wydawana za pośrednictwem portalu Shōsetsuka ni narō. Prawa do publikacji nabyło później wydawnictwo Shufunotomo, które pierwotnie wydało całość w pojedynczym tomie, a następnie zaczęło wydawać w formie serii light novel.
Na podstawie powieści powstały także dwie mangi; jedna publikowana przez Square Enix w czasopiśmie „Gekkan Big Gangan”, a druga przez Shogakukan w „Gekkan Sunday Gene-X”. W Polsce pierwsza seria jest wydawana przez Studio JG. 
Adaptacja w formie serialu anime była emitowana od października 2023 do marca 2024. Drugi sezon emitowano od stycznia do lipca 2025. Ogłoszono powstanie kontynuacji. 

## Fabuła
Maomao pracuje jako zielarka w Hanamachi, dzielnicy uciech, marząc o odkrywaniu i testowaniu nowych leków. Pewnego dnia zostaje jednak porwana i sprzedana do cesarskiego haremu w roli służącej. Stara się unikać kłopotów ukrywając posiadaną wiedzę. Jednak gdy dzieci władcy zaczynają chorować, a Maomao rozpoznaje symptomy zatrucia, postanawia ostrzec matki dzieci przed zagrożeniem, czym zwraca na siebie uwagę zarówno konkubin jak i eunucha Jinshiego, który od tej pory zaczyna polegać na jej ekspertyzie w kwestii leków i trucizn przy rozwiązywaniu różnych zagadek w toku śledztw pojawiających się na terenie pałacu.

## Bohaterowie

### Główni
- Maomao (jap. 猫猫)

Seiyū: Aoi Yūki 
Córka zielarza, mieszkająca na obrzeżach miasta, która świadczy swoje usługi domowi publicznemu w stolicy i jego kurtyzanom. Po porwaniu przez bandytów zostaje sprzedana do pałacu cesarskiego, gdzie przypadkowo zostaje wplątana w dworskie intrygi. Wykorzystując swoją wiedzę o truciznach, medycynie, roślinach i podstawowej chemii, staje się nieoficjalnym patologiem sądowym, a także damą dworu i testerką trucizn jednej z konkubin cesarza. Chociaż Jinshi jest w niej zakochany, ona nie odwzajemnia jego uczuć – patrzy na niego z odrazą i nie znosi, gdy ten wciąga ją w pałacowe spiski. Zamiast tego woli spędzać czas, testując na sobie różne trucizny i lekarstwa. Mimo to często pomaga mu rozwiązywać zagadki, które jej przedstawia.
- Jinshi (jap. 壬氏)

Seiyū: Takeo Ōtsuka 
Eunuch zarządzający większością administracji wewnętrznego pałacu, gdzie rezydują konkubiny cesarza oraz ich służba. Zarówno mężczyźni, jak i kobiety są oczarowani jego urodą, lecz on sam czuje pociąg jedynie do Maomao – jedynej osoby, która nie jest nim zauroczona. Później okazuje się, że Jinshi w rzeczywistości nie jest eunuchem – jedynie udaje, by ukryć swoją tożsamość jako młodszy brat cesarza, codziennie spożywając środki hamujące popęd seksualny. Pod jego piękną twarzą kryje się bystry umysł, który nieustannie stara się balansować między obowiązkami wobec cesarza a dążeniem do poprawy własnej pozycji w pałacu cesarskim.

### Pałac cesarski

#### Konkubiny
- Gyokuyō (jap. 玉葉)

Seiyū: Atsumi Tanezaki 
Znana jako szlachetna małżonka, jest jedną z czterech wysoko postawionych konkubin cesarza i jego ulubienicą. Ma jaskrawoczerwone włosy i lśniące szmaragdowozielone oczy. Jest matką małej córki, a później także syna. Przyjęła Maomao na damę dworu w podziękowaniu za ostrzeżenie jej przed trującymi kosmetykami. Wspiera również Jinshiego i Maomao. Mieszka w Jadeitowym Pawilonie w wewnętrznym pałacu.
- Lihua (jap. 梨花 Rifa)

Seiyū: Yui Ishikawa 
Znana jako mądra małżonka, jest jedną z czterech wysoko postawionych konkubin cesarza. Ma ciemnoniebieskie włosy i urodziła jego następcę. Jednak gdy jej naczelna dama dworu zlekceważyła ostrzeżenie Maomao o trujących kosmetykach, jej niemowlęcy syn zmarł, a ona sama ledwo uszła z życiem. Później Maomao pomogła jej wrócić do zdrowia, dzięki czemu stała się wobec niej bardziej przyjazna. Ostatecznie urodziła zdrowego syna. Mieszka w Kryształowym Pawilonie w wewnętrznym pałacu.
- Lishu (jap. 里樹 Rīshu)

Seiyū: Hina Kino 
Znana jako cnotliwa małżonka, jest najmłodszą z czterech wysoko postawionych konkubin cesarza. Z powodów politycznych zostaje teściową starszej czystej małżonki. Cierpi na alergie pokarmowe, jednak jej damy dworu uważają, że jest po prostu wybredna, co staje się jednym z powodów jej subtelnego prześladowania (oprócz faktu, że była małżonką dwóch cesarzy). Dopiero gdy Maomao zauważa, że śmierć z powodu alergii pokarmowej jest równie groźna jak otrucie i może skutkować egzekucją winnych, sytuacja się zmienia. Mieszka w Diamentowym Pawilonie w wewnętrznym pałacu.
- A Duo (jap. 阿多 Ā Duo)

Seiyū: Yūko Kaida 
Znana jako czysta małżonka, jest jedną z czterech wysoko postawionych konkubin cesarza i mieszka w Granatowym Pawilonie w wewnętrznym pałacu. Utrzymuje bliską relację z Lishu. Sugeruje się, że jest matką Jinshiego. Później opuszcza wewnętrzny pałac, by zamieszkać w oddzielnym pałacu na południu.
- Loulan (jap. 楼蘭 Rouran) / Shisui (jap. 子翠)

Seiyū: Aoi Yūki 
Następczyni Ah-Duo jako czysta małżonka. Z zachowania jest powściągliwa i sprawia wrażenie, jakby nic jej nie obchodziło. Ma największą liczbę dam dworu, przez co wydaje się przyćmiewać ulubioną konkubinę cesarza. Przebiera się za służącą i wykazuje fascynację roślinami oraz owadami.

#### Inni członkowie dworu
- Gaoshun (jap. 高順)

Seiyū: Katsuyuki Konishi 
Lojalny sługa Jinshiego, często wspierający go i Maomao w dyskretny sposób.
- Guen (jap. 虞淵)

Seiyū: Mitsuaki Kanuka 
Nadworny lekarz, którego Maomao nazywa konowałem. Choć początkowo był nieco niepewny w jej obecności, z czasem ją zaakceptował i zaprzyjaźnił się z nią. Jego rodzina dostarcza do pałacu wysokiej jakości papier.
- Lihaku (jap. 李白 Rihaku)

Seiyū: Kenji Akabane 
Żołnierz, który podarował Maomao szpilkę do włosów podczas przyjęcia w ogrodzie. W zamian za czas spędzony w Grynszpanowym Pawilonie poprosiła go o eskortę poza mury pałacu, co doprowadziło do nieporozumienia ze strony Jinshiego.
- Xiaolan (jap. 小蘭 Shaoran)

Seiyū: Misaki Kuno 
Służąca w wewnętrznym pałacu, która jest bliską przyjaciółką Maomao. Kiedy spotykają się razem, czasami dzieli się najnowszymi plotkami i informacjami z całego pałacu.

### Pozostali
- Meimei (jap. 梅梅)

Seiyū: Megumi Han 
Druga najmłodsza z „Trzech Księżniczek” Grynszpanowego Pawilonu, niezwykle ekskluzywnego domu publicznego, w którym Maomao dorastała. Jest bardziej emocjonalna i otwarcie przyjazna niż jej siostry.
- Pairin (jap. 白鈴)

Seiyū: Ami Koshimizu 
Najstarsza z „Trzech Księżniczek” i najpopularniejsza kurtyzana w Grynszpanowym Pawilonie, demonica seksu o niezaspokojonym apetycie, która staje się obiektem miłości Lihaku. Była mamką Maomao, kiedy ta była niemowlęciem, naturalnie zdolną do karmienia piersią; z tego powodu jej uczucia do Maomao są bardziej matczyne niż siostrzane.
- Joka (jap. 女華)

Seiyū: Hiroki Nanami 
Najmłodsza z „Trzech Księżniczek”, wyniosła i zimna kurtyzana, która traktuje Maomao jak siostrę.
- Rajfurka (jap. やり手婆 Yarite baba)

Seiyū: Kimiko Saitō 
Starsza kobieta, która jest właścicielką Grynszpanowego Pawilonu i zaoferowała Maomao miejsce do pracy, traktując ją jak wnuczkę. Ma z Maomao układ, że nie uczyni z niej kurtyzany, o ile będzie wysyłać księżniczkom mnóstwo bogatych klientów z wewnętrznego pałacu.
- Luomen (jap. 羅門 Ruomen)

Seiyū: Hiroshi Yanaka 
Przybrany ojciec Maomao. Później, dzięki dworskim dokumentom, dowiedziała się, że jest byłym nadwornym lekarzem, który został wygnany z wewnętrznego pałacu. Okazuje się, że jest jednym z nielicznych, którzy zostali wysłani przez cesarstwo za granicę, aby studiować medycynę.

## Powieści
Pierwotnie kolejne rozdziały powieści publikowane były przez Natsu Hyūgę od 27 października 2011 wyłącznie za pośrednictwem portalu Shōsetsuka ni narō. Prawa do publikacji wykupiło później wydawnictwo Shufunotomo, które wydało rozdziały w formie pojedynczej powieści 26 września 2012 pod imprintem Ray Books.

## Light novel
W 2014 wydawnictwo Shufunotomo rozpoczęło publikację powieści, tym razem w formie light novel; ilustracje wykonuje Tōko Shino.
W okresie od 18 listopada 2019 do 22 listopada 2020 seria została sprzedana w 527 950 kopiach uplasowując się na 5. miejscu najchętniej kupowanych light novel w Japonii. W okresie od 23 listopada 2020 do 21 listopada 2021 seria została sprzedana w 496 626 kopiach uplasowując się na 3. miejscu najchętniej kupowanych light novel w Japonii.
| Nr | Data wydania (język japoński) | ISBN (język japoński)  |
| -- | ----------------------------- | ---------------------- |
| 1  | 29 sierpnia 2014              | ISBN 978-4-07-298198-6 |
| 2  | 31 stycznia 2015              | ISBN 978-4-07-410821-3 |
| 3  | 29 czerwca 2015               | ISBN 978-4-07-401176-6 |
| 4  | 30 września 2015              | ISBN 978-4-07-403100-9 |
| 5  | 30 kwietnia 2016              | ISBN 978-4-07-416947-4 |
| 6  | 30 listopada 2016             | ISBN 978-4-07-420788-6 |
| 7  | 28 lutego 2018                | ISBN 978-4-07-429772-6 |
| 8  | 28 lutego 2019                | ISBN 978-4-07-436884-6 |
| 9  | 28 lutego 2020                | ISBN 978-4-07-442420-7 |
| 10 | 29 stycznia 2021              | ISBN 978-4-07-447215-4 |
| 11 | 30 kwietnia 2021              | ISBN 978-4-07-448226-9 |
| 12 | 29 lipca 2022                 | ISBN 978-4-07-452400-6 |
| 13 | 25 lutego 2023                | ISBN 978-4-07-454379-3 |
| 14 | 29 września 2023              | ISBN 978-4-07-455775-2 |
| 15 | 29 marca 2024                 | ISBN 978-4-07-456728-7 |

## Manga
Pierwszy rozdział mangi na podstawie powieści, której autorem jest Itsuki Nanao, a ilustratorem Nekokurage, ukazał się 25 maja 2017 w czasopiśmie „Gekkan Big Gangan” wydawnictwa Square Enix.
W Polsce prawa do dystrybucji serii nabyło wydawnictwo Studio JG.
| Nr | Język japoński    | Język japoński         | Język polski         | Język polski           |
| Nr | Data wydania      | ISBN                   | Data wydania         | ISBN                   |
| --- | ----------------- | ---------------------- | -------------------- | ---------------------- |
| 1 | 25 września 2017  | ISBN 978-4-06-388690-0 | 24 maja 2021         | ISBN 978-83-8001-718-4 |
| Lista rozdziałów - 1. Klątwa w Wewnętrznym Pałacu (jap. 後宮の呪い Kōkyū no noroi) - 2. Szalony naukowiec (jap. 狂科学者 Maddo saientisuto) - 3. Niebianka z cesarskiego dworu (jap. 宮中の天女 Kyūchū no tennyo) - 4. Duch w świetle ksieżyca (jap. 月下の幽霊 Gekka no yūrei) |                   |                        |                      |                        |
| 2 | 24 lutego 2018    | ISBN 978-4-7575-5640-9 | 24 sierpnia 2021     | ISBN 978-83-8001-790-0 |
| Lista rozdziałów - 5. Opieka nad chorą (jap. 看病 Kanbyō) - 6. Przyjęcie w ogrodzie (cz. 1) (jap. 園遊会(その①) Enyūkai (sono ichi)) - 7. Przyjęcie w ogrodzie (cz. 2) (jap. 園遊会(その②) Enyūkai (sono ni)) - 8. Przyjęcie w ogrodzie (cz. 3) (jap. 園遊会(その③) Enyūkai (sono san)) |                   |                        |                      |                        |
| 3 | 25 lipca 2018     | ISBN 978-4-7575-5794-9 | 28 grudnia 2021      | ISBN 978-83-8001-847-1 |
| Lista rozdziałów - 9. Maomao na tropie (jap. 猫猫の推理 Maomao no suri) - 10. Co naprawdę znaczy szpilka (jap. 簪の意味 Kanzashi no imi) - 11. Powrót do domu (jap. 里帰り Satogaeri) - 12. Słomka (jap. 麦稈 Mugiwara) - 13. Nieporozumienie (jap. 誤解 Gokai) - 14. Wino (jap. 酒 Sake) |                   |                        |                      |                        |
| 4 | 25 lutego 2019    | ISBN 978-4-7575-5963-9 | 22 czerwca 2022      | ISBN 978-83-8001-918-8 |
| Lista rozdziałów - 15. Prośba do Maomao (jap. 猫猫への依頼 Maomao e no irai) - 16. Miód (cz. 1) (jap. 蜂蜜 その① Hachimitsu sono ichi) - 17. Miód (cz. 2) (jap. 蜂蜜 その② Hachimitsu sono ni) - 18. Pani A Duo (jap. 阿多妃 Āduo) - 19. Kiedy się mijamy (jap. すれ違い Surechigai) - 20. Eunuch i kurtyzana (jap. 宦官と妓女 Kangan to gijo) - 21. Pakowanie bagaży (jap. 荷造り Nizukuri) |                   |                        |                      |                        |
| 5 | 25 lipca 2019     | ISBN 978-4-7575-6216-5 | 31 października 2022 | ISBN 978-83-8257-016-8 |
| Lista rozdziałów - 22. Służba w Zewnętrznym Pałacu (jap. 外廷勤務 Gaitei kinmu) - 23. Lekcja w Wewnętrznym Pałacu (jap. 後宮教室 Kōkyū kyōshitsu) - 24. Fajka (jap. 煙管 Kiseru) - 25. Kuai (jap. 鱠 Namasu) - 26. Ołów (jap. 鉛 Namari) |                   |                        |                      |                        |
| 6 | 25 marca 2020     | ISBN 978-4-7575-6581-4 | 27 grudnia 2022      | ISBN 978-83-8257-079-3 |
| Lista rozdziałów - 27. Makijaż (jap. 化粧 Keshō) - 28. Na mieście (jap. 街歩き Machiaruki) - 29. Syfilis (jap. 梅毒 Baidoku) - 30. Cuiling (jap. 翆苓 Suirei) - 31. Przypadek czy nie? (jap. 偶然か必然か Gūzen ka hitsuzen ka) - 32. Ceremonia średniej rangi (jap. 中祀 Chūshi) |                   |                        |                      |                        |
| 7 | 25 listopada 2020 | ISBN 978-4-7575-6856-3 | 13 kwietnia 2023     | ISBN 978-83-8257-141-7 |
| Lista rozdziałów - 33. Bieluń (jap. 曼荼羅華 Mandarake) - 34. Gao Shun (jap. 高順 Gao Shun) - 35. Powrót do Wewnętrznego Pałacu (jap. 後宮ふたたび Kōkyū futatabi) - 36. Błękitna róża i niecierpek (jap. 青薔薇と爪紅 Aosōbi to tsumakurenai) |                   |                        |                      |                        |
| 8 | 25 maja 2021      | ISBN 978-4-7575-7271-3 | 31 lipca 2023        | ISBN 978-83-8257-252-0 |
| Lista rozdziałów - 37. Niecierpek i szczawik (cz. 1) (jap. 鳳仙花と片喰(前編) Hōsenka to katabami (zenpen)) - 38. Niecierpek i szczawik (cz. 2) (jap. 鳳仙花と片喰(中編) Hōsenka to katabami (chūhen)) - 39. Niecierpek i szczawik (cz. 3) (jap. 鳳仙花と片喰(後編) Hōsenka to katabami (kōhen)) - 40. Pożegnanie (jap. 見送り Miokuri) - 41. Książki (jap. 書 Sho) - 42. Kotek (jap. 猫 Neko) |                   |                        |                      |                        |
| 9 | 25 listopada 2021 | ISBN 978-4-7575-7586-8 | 31 października 2023 | ISBN 978-83-8257-314-5 |
| Lista rozdziałów - 43. Karawana (jap. 隊商 Kyaraban) - 44. Trujące grzyby (cz. 1) (jap. 冬人夏草 (前編) Fuyuhito natsukusa (zenpen)) - 45. Trujące grzyby (cz. 2) (jap. 冬人夏草 (後編) Fuyuhito natsukusa (kōhen)) - 46. Zwierciadło (jap. 鏡 Kagami) - 47. Księżycowa wróżka (cz. 1) (jap. 月精 (前編) Gessei (zenpen)) |                   |                        |                      |                        |
| 10 | 23 czerwca 2022   | ISBN 978-4-7575-7985-9 | 29 lutego 2024       | ISBN 978-83-8257-379-4 |
| Lista rozdziałów - 48. Księżycowa wróżka (cz. 2) (jap. 月精 (後編) Gessei (kōhen)) - 49. Lecznica (jap. 診療所 Shinryōsho) - 50. Powrót do Kryształowego Pałcu (cz. 1) (jap. みたび、水晶宮 (前編) Mitabi, suishōgū (zenpen)) - 51. Powrót do Kryształowego Pałcu (cz. 2) (jap. みたび、水晶宮 (中編) Mitabi, suishōgū (chūhen)) - 52. Powrót do Kryształowego Pałcu (cz. 3) (jap. みたび、水晶宮 (後編) Mitabi, suishōgū (kōhen)) - 53. Chram wyboru (cz. 1) (jap. 選択の廟 (前編) Sentaku no byō (zenpen)) |                   |                        |                      |                        |
| 11 | 25 lutego 2023    | ISBN 978-4-7575-8324-5 | 5 czerwca 2024       | ISBN 978-83-8257-450-0 |
| Lista rozdziałów - 54. Chram wyboru (cz. 2) (jap. 選択の廟 (後編) Sentaku no byō (kōhen)) - 55. Cesarzowa matka (jap. 皇太后 Kōtaigō) - 56. Poprzedni cesarz (cz. 1) (jap. 先帝 (前編) Sentei (zenpen)) - 57. Poprzedni cesarz (cz. 2) (jap. 先帝 (中編) Sentei (chūhen)) - 58. Poprzedni cesarz (cz. 3) (jap. 先帝 (後編) Sentei (kōhen)) |                   |                        |                      |                        |
| 12 | 29 września 2023  | ISBN 978-4-7575-8813-4 | 30 sierpnia 2024     | ISBN 978-83-8257-523-1 |
| Lista rozdziałów - 59. Opowieści o duchach (jap. 怪談 Kaidan) - 60. Letnisko (jap. 避暑地 Hishochi) - 61. Polowanie (cz. 1) (jap. 狩り (前編) Kari (zenpen)) - 62. Polowanie (cz. 2) (jap. 狩り (中編) Kari (chūhen)) - 63. Polowanie (cz. 3) (jap. 狩り (後編) Kari (kōhen)) |                   |                        |                      |                        |
| 13 | 25 marca 2024     | ISBN 978-4-7575-9027-4 | 9 maja 2025          | ISBN 978-83-8257-711-2 |
| Lista rozdziałów - 64. Kari (saigohen) (jap. 狩り (最後編)) - 65. Fukumen no okata (jap. 覆面の御方) - 66. Akabane (jap. 赤羽) - 67. Odoru yūrei (jap. 踊る幽霊) - 68. Uwasa no kangan to hyōka (jap. 噂の宦官と氷菓) |                   |                        |                      |                        |
| 14 | 25 września 2024  | ISBN 978-4-7575-9439-5 | —                    |                        |
| Lista rozdziałów - 69. Sakago (jap. 逆子) - 70. Sukū akui① (jap. 巣食う悪意①) - 71. Sukū akui② (jap. 巣食う悪意②) - 72. Kitsune to tanuki no bakashi ai (jap. 狐と狸の化かし合い) - 73. Ashiato (jap. 足跡) |                   |                        |                      |                        |

### Mao Mao no kōkyū nazotoki techō
Alternatywna adaptacja mangi, zatytułowana Kusuriya no hitorigoto: Mao Mao no kōkyū nazotoki techō (jap. 薬屋のひとりごと～猫猫の後宮謎解き手帳～) i ilustrowana przez Minoji Kuratę, ukazuje się w czasopiśmie „Gekkan Sunday Gene-X” wydawnictwa Shōgakukan od 19 sierpnia 2017.
| Nr | Data wydania (język japoński) | ISBN (język japoński)  |
| -- | ----------------------------- | ---------------------- |
| 1  | 19 lutego 2018                | ISBN 978-4-09-157515-9 |
| 2  | 19 lipca 2018                 | ISBN 978-4-09-157533-3 |
| 3  | 19 września 2018              | ISBN 978-4-09-157543-2 |
| 4  | 19 lutego 2019                | ISBN 978-4-09-157560-9 |
| 5  | 19 czerwca 2019               | ISBN 978-4-09-157564-7 |
| 6  | 19 listopada 2019             | ISBN 978-4-09-157580-7 |
| 7  | 19 lutego 2020                | ISBN 978-4-09-157586-9 |
| 8  | 19 czerwca 2020               | ISBN 978-4-09-157597-5 |
| 9  | 16 października 2020          | ISBN 978-4-09-157608-8 |
| 10 | 19 lutego 2021                | ISBN 978-4-09-157622-4 |
| 11 | 18 czerwca 2021               | ISBN 978-4-09-157639-2 |
| 12 | 19 października 2021          | ISBN 978-4-09-157652-1 |
| 13 | 18 lutego 2022                | ISBN 978-4-09-157668-2 |
| 14 | 17 czerwca 2022               | ISBN 978-4-09-157680-4 |
| 15 | 17 listopada 2022             | ISBN 97-8-40-9157692-7 |
| 16 | 25 lutego 2023                | ISBN 978-4-09-157731-3 |
| 17 | 29 września 2023              | ISBN 978-4-09-157783-2 |
| 18 | 19 marca 2024                 | ISBN 978-4-09-157817-4 |

## Anime
Adaptacja w formie telewizyjnego serialu anime została zapowiedziana 16 lutego 2023. Została wyprodukowana przez Toho Animation Studio i OLM. Za reżyserię i scenariusz odpowiadają Norihiro Naganuma, rolę asystenta reżysera pełnił Akinori Fudesaka, postacie zaprojektował Yukiko Nakatani, muzykę zaś skomponowali Satoru Kōsaki, Kevin Penkin i Alisa Okehazama. Premiera pierwszych trzech odcinków serialu odbyła się 22 października 2023 w stacji Nippon TV. Ostatni odcinek wyemitowano 24 marca 2024. Prawa do streamingu serii nabył Crunchyroll.
Po emisji ostatniego odcinka zapowiedziano powstanie drugiego sezonu. Za reżyserię odpowiada Akinori Fudesaka, natomiast emisja trwała od 10 stycznia do 4 lipca 2025.
Wraz z zakończeniem emisji drugiego sezonu ogłoszono, że trwają prace nad kontynuacją.

### Ścieżka dźwiękowa
| Nr             | Tytuł                                    | Wykonawca          | Źródło   |
| Czołówka       | Czołówka                                 | Czołówka           | Czołówka |
| -------------- | ---------------------------------------- | ------------------ | -------- |
| 1              | „Hana ni natte” (jap. 花になって)        | Ryokuōshoku Shakai | [ 3 ]    |
| 2              | „Ambivalent” (jap. アンビバレント)       | Uru                | [ 78 ]   |
| 3              | „Hyakkaryōran” (jap. 百花繚乱)           | Lilas Ikuta        | [ 79 ]   |
| 4              | „Kusushiki” (jap. クスシキ)              | Mrs. Green Apple   | [ 80 ]   |
| Napisy końcowe |                                          |                    |          |
| 1              | „Aikotoba” (jap. アイコトバ)             | Aina the End       | [ 3 ]    |
| 2              | „Ai wa kusuri” (jap. 愛は薬)             | Wacci              | [ 78 ]   |
| 3              | „Shiawase no Recipe” (jap. 幸せのレシピ) | Dai Hirai          | [ 79 ]   |
| 4              | „Hitorigoto” (jap. ひとりごと)           | Omoinotake         | [ 80 ]   |